# 10277 Micheli
A 10277 Micheli (ideiglenes jelöléssel (10277) 1981 EC27) a Naprendszer kisbolygóövében található aszteroida. Schelte J. Bus fedezte fel 1981. március 2-án.

## Kapcsolódó szócikk
- Kisbolygók listája (10001–10500)